# IPod touch (7 поколения)
iPod Touch седьмого поколения (продаваемый как iPod touch, в просторечии известный как iPod touch (2019) или iPod touch 7) — это мобильное устройство, разработанное и продаваемое Apple Inc. с пользовательским интерфейсом на основе сенсорного экрана. Это преемник iPod Touch (6-го поколения), первое крупное обновление линейки с 2015 года. Он был выпущен 28 мая 2019 года и снят с производства 10 мая 2022 года. Это был последний продукт, выпущенный и проданный в линейке продуктов Apple iPod.

## Цвета
По состоянию на 2019 год доступны следующие цвета модели:
- «Серый космос»
- Золотой
- Серебристый
- Розовый
- Синий
- Красный (PRODUCT RED)

## Функции

### Программное обеспечение
В iPod touch седьмого поколения используется iOS, мобильная операционная система Apple.
iPod touch седьмого поколения был представлен 28 мая 2019 года под управлением iOS версии 12.3. Он может воспроизводить музыку, фильмы, телешоу, аудиокниги и подкасты, а также сортировать свою медиатеку по песням, исполнителям, альбомам, видео, плейлистам, жанрам, композиторам, подкастам, аудиокнигам и сборникам. Прокрутка осуществляется скольжением пальца по экрану. Кроме того, элементы управления гарнитурой можно использовать для приостановки, воспроизведения, пропуска и повтора дорожек. Однако наушники EarPods, поставляемые с iPod touch седьмого поколения, не имеют пульта дистанционного управления или микрофона.
iPod touch седьмого поколения не поддерживается iOS 16 и выше.
Система-на-чипе Apple A10 в iPod touch седьмого поколения обеспечивает более продвинутые функции, чем его предшественники. Это включает в себя приложения ARKit и функции группового FaceTime.

### Аппаратное обеспечение
iPod touch седьмого поколения оснащен процессором Apple A10 и сопроцессором движения M10. Это тот же процессор, который используется в iPhone 7 и iPad шестого поколения. Однако частота процессора была занижена с 2,34 ГГц до 1,64 ГГц, что делает iPod Touch слабее других устройств с таким же чипом. В iPod touch седьмого поколения используются те же системы передней и задней камер, что и в устройстве шестого поколения. Это включает в себя 8-мегапиксельную заднюю камеру, способную записывать видео с разрешением 1080p со скоростью 30 кадров в секунду и замедленное видео с разрешением 720p со скоростью 120 кадров в секунду. Камера также поддерживает различные функции фотосъемки, такие как серийная съемка, HDR-фотографии и панорамные фотографии. Фронтальная камера представляет собой HD-камеру FaceTime, способную делать фотографии с разрешением 1,2 МП и записывать видео в формате 720p со скоростью 30 кадров в секунду. Эта камера также поддерживает автоматический HDR для записи видео и возможности серийной фотосъемки. Это первое и единственное устройство iPod с объемом памяти 256 ГБ — самая большая емкость, когда-либо предлагаемая для iPod, превосходящая емкость 160 ГБ iPod Classic шестого поколения, производство которого было прекращено в 2014 году. Это также был единственный iPod touch, изначально поддерживающий отображение процента заряда батареи без джейлбрейка или сторонних приложений.

## Дизайн
Внешний вид iPod touch седьмого поколения точно такой же, как у его предшественника. Однако шрифт для текста на задней панели iPod touch был изменен на Сан-Франциско.

## Аксессуары
iPod touch седьмого поколения поставляется с наушниками EarPods и зарядным кабелем Apple Lightning-to-USB. Устройство также поддерживает Apple AirPods, EarPods с разъемом Lightning и все гарнитуры Bluetooth.